# Naidangiin Tüvshinbayar
Naidangiin Tüvshinbayar (n. 1 iunie 1984, Mongolia) este un judocan ce a reprezentat Mongolia, medaliat olimpic. A participat la 3 ediții ale Jocurilor Olimpice (2008, 2012, 2016) în care a câștigat o medalie de aur și o medalie de argint.